# Liste des joueurs du KSK Tongres
Cette liste reprend les 435 joueurs de football qui ont évolué au KSK Tongres depuis la fondation du club.
Date de mise à jour des joueurs et de leurs statistiques : 23 août 2016
- Haut – A
- B
- C
- D
- E
- F
- G
- H
- I
- J
- K
- L
- M
- N
- O
- P
- Q
- R
- S
- T
- U
- V
- W
- X
- Y
- Z

## A
| Joueur                 | Nationalité | Position          | Date de naissance | Période(s) | Matches (dont D1) | Buts | Jaunes | Rouges |
| ---------------------- | ----------- | ----------------- | ----------------- | ---------- | ----------------- | ---- | ------ | ------ |
| Jean-Marie Abeels      | Belgique    | Milieu de terrain | 18/11/1962        | 1983-1986  | 28 (0)            | 8    | 5      | 0      |
| Ismail Aksu            | Belgique    | ?                 | 1/04/1994         | 2011-2012  | 1 (0)             | 0    | 0      | 0      |
| Jérôme Alonso Gonzales | Belgique    | ?                 | 15/01/1992        | 2011-2012  | 3 (0)             | 0    | 1      | 0      |
| Marco Aquino           | Belgique    | ?                 | 13/04/1981        | 2000-2001  | 11 (0)            | 0    | 1      | 0      |
| Henri Arnols           | Belgique    | ?                 | ?                 | 1970-1973  | 0 (0)             | 0    | 0      | 0      |

## B
| Joueur               | Nationalité | Position          | Date de naissance | Période(s) | Matches (dont D1) | Buts | Jaunes | Rouges |
| -------------------- | ----------- | ----------------- | ----------------- | ---------- | ----------------- | ---- | ------ | ------ |
| Salvatore Baccarella | Belgique    | ?                 | 9/09/1992         | 2009-2013  | 24 (0)            | 1    | 4      | 0      |
| Johan Baldewijns     | Belgique    | ?                 | 5/08/1969         | 1988-1996  | 146 (0)           | 33   | 10     | 0      |
| François Banken      | Belgique    | ?                 | 28/04/1955        | 1975-1979  | 0 (0)             | 0    | 0      | 0      |
| Peter Bas            | Belgique    | ?                 | 4/01/1973         | 2000-2001  | 26 (0)            | 9    | 3      | 0      |
| Georgios Basiakos    | Belgique    | Milieu de terrain | 18/12/1974        | 2006-2009  | 55 (0)            | 10   | 10     | 2      |
| Johnny Bastiaens     | Belgique    | ?                 | 28/09/1967        | 1983-1984  | 0 (0)             | 0    | 0      | 0      |
| Joris Beckers        | Belgique    | ?                 | 8/03/1992         | 2011-2013  | 19 (0)            | 0    | 8      | 1      |
| Marnix Benaets       | Belgique    | ?                 | 30/01/1964        | 1985-1986  | 11 (0)            | 1    | 0      | 0      |
| Romain Berger        | Belgique    | Gardien de but    | 12/07/1990        | 2010-2012  | 1 (0)             | 0    | 0      | 0      |
| Magnús Bergs         | Islande     | Milieu de terrain | 27/08/1957        | 1982-1984  | 28 (28)           | 4    | 0      | 0      |
| Thierry Bernard      | Belgique    | Milieu de terrain | 7/01/1971         | 1991-1997  | 111 (0)           | 8    | 9      | 2      |
| Davy Bertjens        | Belgique    | Gardien de but    | 15/03/1982        | 2004-2006  | 52 (0)            | 0    | 3      | 1      |
| Norbert Beuls        | Belgique    | Défenseur         | 13/01/1957        | 1978-1984  | 68 (68)           | 4    | 0      | 0      |
| Luc Beyens           | Belgique    | Défenseur         | 27/03/1959        | 1981-1983  | 65 (65)           | 6    | 0      | 0      |
| Peter Bielen         | Belgique    | ?                 | 4/08/1966         | 1986-1987  | 13 (0)            | 0    | 2      | 0      |
| Joseph Bijloos       | Belgique    | ?                 | 14/01/1963        | 1980-1998  | 276 (0)           | 1    | 46     | 4      |
| Niels Bijloos        | Belgique    | ?                 | 8/06/1985         | 2005-2006  | 4 (0)             | 1    | 2      | 0      |
| Pierrot Bijloos      | Belgique    | ?                 | 19/01/1959        | 1976-1977  | 0 (0)             | 0    | 0      | 0      |
| Uwe Blotenberg       | Allemagne   | ?                 | 4/05/1945         | 1975-1977  | 0 (0)             | 0    | 0      | 0      |
| Karl Boden           | Belgique    | ?                 | 14/10/1983        | 2001-2003  | 6 (0)             | 0    | 0      | 0      |
| Marc Bogaerts        | Belgique    | ?                 | 14/11/1959        | 1979-1983  | 47 (47)           | 6    | 0      | 0      |
| Peter Bollars        | Belgique    | ?                 | 13/01/1982        | 1997-2003  | 58 (0)            | 14   | 7      | 1      |
| Koen Bollen          | Belgique    | ?                 | 25/08/1984        | 2012-2013  | 0 (0)             | 0    | 0      | 0      |
| Robert Bollen        | Belgique    | ?                 | 19/01/1962        | 1979-1980  | 0 (0)             | 0    | 0      | 0      |
| Sandro Bomboi        | Belgique    | ?                 | 1/08/1979         | 1996-1999  | 13 (0)            | 2    | 0      | 0      |
| Jean-Pierre Boosten  | Belgique    | ?                 | 26/02/1964        | 1987-1988  | 23 (0)            | 3    | 1      | 0      |
| Berto Bosch          | Belgique    | ?                 | 3/03/1955         | 1973-1977  | 106 (0)           | 24   | 0      | 0      |
| Hamdi Bouslama       | Belgique    | Attaquant         | 30/01/1987        | 2008-2012  | 115 (0)           | 65   | 11     | 0      |
| José Bral            | Belgique    | ?                 | 6/10/1964         | 1983-1985  | 0 (0)             | 0    | 0      | 0      |
| Thierry Bronckaerts  | Belgique    | ?                 | 7/11/1980         | 1999-2000  | 1 (0)             | 0    | 0      | 0      |
| Gwen Bruggen         | Belgique    | ?                 | 18/09/1979        | 1998-1999  | 1 (0)             | 0    | 0      | 0      |
| Jean-Paul Budo       | Belgique    | ?                 | 31/03/1964        | 1985-1986  | 0 (0)             | 0    | 0      | 0      |
| Nedeljko Bulatović   | Yougoslavie | Milieu de terrain | 19/04/1939        | 1971-1973  | 0 (0)             | 0    | 0      | 0      |
| Jean-Pierre Buntinx  | Belgique    | Défenseur         | 12/01/1946        | 1972-1977  | 0 (0)             | 0    | 0      | 0      |
| Cedric Byloos        | Belgique    | ?                 | 29/05/1986        | 2004-2005  | 1 (0)             | 0    | 0      | 0      |

## C
| Joueur              | Nationalité     | Position          | Date de naissance | Période(s)           | Matches (dont D1) | Buts | Jaunes | Rouges |
| ------------------- | --------------- | ----------------- | ----------------- | -------------------- | ----------------- | ---- | ------ | ------ |
| Rosolino Caccamese  | Belgique        | ?                 | 15/07/1981        | 2000-2002            | 1 (0)             | 0    | 0      | 0      |
| Serge Cadorin       | Belgique        | ?                 | 7/09/1961         | 1989-1990            | 5 (0)             | 0    | 1      | 0      |
| Eddy Caers          | Belgique        | ?                 | 26/04/1946        | 1971-1972            | 0 (0)             | 0    | 0      | 0      |
| Giovanni Campisi    | Belgique        | ?                 | 3/02/1993         | 2011-2012            | 1 (0)             | 0    | 0      | 0      |
| Giuseppe Canale     | Belgique        | ?                 | 17/03/1977        | 2010-2011            | 9 (0)             | 0    | 0      | 1      |
| Luigi Carallo       | Belgique        | ?                 | 13/07/1978        | 1995-1996            | 0 (0)             | 0    | 0      | 0      |
| Tanino Caramazza    | Belgique        | ?                 | 19/06/1991        | 2011-2012            | 0 (0)             | 0    | 0      | 0      |
| Patrick Cardon      | Belgique        | ?                 | 15/02/1969        | 1988-1989            | 4 (0)             | 0    | 1      | 0      |
| Ermano Carofiglio   | Belgique        | ?                 | 22/06/1976        | 1998-1999            | 7 (0)             | 0    | 0      | 0      |
| Antoine Celis       | Belgique        | ?                 | ?                 | 1972-1976            | 0 (0)             | 0    | 0      | 0      |
| Guillaume Champagne | Belgique        | ?                 | 25/03/1961        | 1979-1987            | 16 (0)            | 0    | 1      | 0      |
| Ilias Choua         | Belgique        | ?                 | 9/01/1995         | 2011-2013            | 6 (0)             | 1    | 0      | 0      |
| Cédric Christiaens  | Belgique        | ?                 | 10/07/1991        | 2010-2012            | 12 (0)            | 0    | 1      | 1      |
| Yvan Christophe     | Belgique        | ?                 | 3/09/1957         | 1976-1977            | 0 (0)             | 0    | 0      | 0      |
| Ian Claes           | Belgique        | ?                 | 16/07/1981        | 2003-2004            | 15 (0)            | 2    | 4      | 0      |
| Nico Claes          | Belgique        | ?                 | 7/12/1984         | 2004-2005            | 5 (0)             | 1    | 0      | 0      |
| Stijn Clerinx       | Belgique        | ?                 | 19/03/1985        | 2003-2004            | 2 (0)             | 0    | 1      | 0      |
| Lei Clijsters       | Belgique        | Défenseur         | 6/11/1956         | 1977-1982            | 33 (33)           | 4    | 0      | 0      |
| Benoit Closset      | Belgique        | ?                 | 2/04/1984         | 2008-2009            | 22 (0)            | 3    | 2      | 0      |
| Raoul Codiroli      | Belgique        | ?                 | 29/09/1966        | 1983-1985            | 0 (0)             | 0    | 0      | 0      |
| Rony Coenegrachts   | Belgique        | Libero            | 19/10/1974        | 1993-1995            | 21 (10)           | 2    | 0      | 0      |
| Erwin Coenen        | Belgique        | Milieu de terrain | 3/05/1965         | 1991-1992, 1998-1999 | 40 (0)            | 0    | 3      | 1      |
| Louis Coenen        | Belgique        | ?                 | 24/06/1957        | 1976-1977            | 0 (0)             | 0    | 0      | 0      |
| Jorg Collas         | Belgique        | ?                 | 31/07/1975        | 1995-1997            | 29 (0)            | 0    | 4      | 0      |
| Marcel Collas       | Belgique        | ?                 | 5/04/1948         | 1970-1983            | 61 (61)           | 0    | 0      | 0      |
| Norbert Collas      | Belgique        | ?                 | 23/11/1955        | 1975-1977            | 0 (0)             | 0    | 0      | 0      |
| Stijn Collas        | Belgique        | ?                 | 16/02/1980        | 2012-2013            | 0 (0)             | 0    | 0      | 0      |
| Manuel Cologne      | Belgique        | ?                 | 11/11/1974        | 1997-1998            | 0 (0)             | 0    | 0      | 0      |
| Jeroen Coppens      | Belgique        | ?                 | 12/05/1982        | 2006-2011            | 91 (0)            | 13   | 8      | 0      |
| Mathieu Cornet      | Belgique        | Attaquant         | 8/08/1990         | 2009-2011            | 36 (0)            | 4    | 7      | 0      |
| Kevin Cossalter     | Belgique        | ?                 | 19/04/1985        | 2005-2007            | 28 (0)            | 5    | 2      | 0      |
| Sotiros Costoulas   | Belgique        | Défenseur         | 23/11/1974        | 2008-2009            | 0 (0)             | 0    | 0      | 0      |
| Patrick Creemers    | Belgique        | Gardien de but    | 5/05/1967         | 1998-2000            | 3 (0)             | 0    | 0      | 0      |
| Alessandro Crimi    | Belgique        | ?                 | 4/04/1985         | 2003-2004            | 6 (0)             | 2    | 1      | 0      |
| Yannick Crommen     | Belgique        | ?                 | 11/09/1986        | 2004-2005            | 0 (0)             | 0    | 0      | 0      |
| Johnny Crossan      | Irlande du Nord | Attaquant         | 29/11/1939        | 1969-1975            | 0 (0)             | 0    | 0      | 0      |
| Pascal Croughs      | Belgique        | ?                 | 2/09/1963         | 1982-1983            | 0 (0)             | 0    | 0      | 0      |
| Frédéric Curreri    | Belgique        | ?                 | 26/06/1984        | 2003-2004            | 14 (0)            | 0    | 2      | 0      |
| Dirk Cuypers        | Belgique        | ?                 | 12/11/1971        | 1989-1997            | 145 (0)           | 8    | 17     | 1      |
| Jos Cuyvers         | Belgique        | ?                 | 28/09/1947        | 1970-1971            | 0 (0)             | 0    | 0      | 0      |
| Freddy Cuyx         | Belgique        | ?                 | 15/04/1959        | 1980-1988            | 113 (48)          | 7    | 6      | 0      |
| Rudi Cuyx           | Belgique        | ?                 | 15/06/1966        | 1983-1984            | 0 (0)             | 0    | 0      | 0      |

## D
| Joueur               | Nationalité | Position          | Date de naissance | Période(s) | Matches (dont D1) | Buts | Jaunes | Rouges |
| -------------------- | ----------- | ----------------- | ----------------- | ---------- | ----------------- | ---- | ------ | ------ |
| Elton Da Silva       | Brésil      | ?                 | 19/10/1971        | 1997-2001  | 67 (0)            | 21   | 9      | 2      |
| Benoit Daerden       | Belgique    | ?                 | 5/04/1986         | 2002-2009  | 148 (0)           | 15   | 20     | 6      |
| Jos Daerden          | Belgique    | Milieu de terrain | 26/11/1954        | 1972-1980  | 0 (0)             | 0    | 0      | 0      |
| Davide D'Angelo      | Belgique    | ?                 | 21/03/1982        | 2003-2004  | 9 (0)             | 0    | 0      | 0      |
| Claude Dardenne      | Belgique    | Gardien de but    | 6/06/1958         | 1981-1982  | 1 (1)             | 0    | 0      | 0      |
| Jordy Dardenne       | Belgique    | ?                 | 16/05/1992        | 2011-2012  | 18 (0)            | 1    | 1      | 0      |
| Ronald Dassen        | Pays-Bas    | Défenseur         | 22/08/1975        | 2007-2008  | 26 (0)            | 0    | 6      | 0      |
| Benjamin Davidts     | Belgique    | ?                 | 21/08/1959        | 1977-1980  | 0 (0)             | 0    | 0      | 0      |
| Hans De Keulenaer    | Belgique    | ?                 | 11/01/1980        | 2000-2001  | 6 (0)             | 0    | 2      | 0      |
| Patrick Debrus       | Belgique    | ?                 | 28/10/1965        | 1982-1984  | 0 (0)             | 0    | 0      | 0      |
| Harold Deglas        | Belgique    | Attaquant         | 23/07/1975        | 2000-2002  | 54 (0)            | 8    | 17     | 2      |
| Kevin Deglin         | Belgique    | ?                 | 4/06/1985         | 2012-2013  | 0 (0)             | 0    | 0      | 0      |
| Wilfried Delbroek    | Belgique    | Milieu de terrain | 25/08/1972        | 2004-2006  | 58 (0)            | 1    | 15     | 1      |
| Brecht Deneuker      | Belgique    | ?                 | 1/02/1994         | 2011-2013  | 3 (0)             | 1    | 0      | 0      |
| Henri Depaifve       | Belgique    | ?                 | 2/11/1957         | 1975-1977  | 0 (0)             | 0    | 0      | 0      |
| Nico Deroye          | Belgique    | ?                 | 15/04/1966        | 1983-1984  | 0 (0)             | 0    | 0      | 0      |
| Yves Dethier         | Belgique    | ?                 | 23/09/1968        | 1986-2000  | 342 (0)           | 9    | 54     | 4      |
| Bart Detre           | Belgique    | ?                 | 19/12/1983        | 2002-2003  | 1 (0)             | 0    | 0      | 0      |
| Jef Dewallef         | Belgique    | ?                 | 29/03/1958        | 1980-1985  | 0 (0)             | 15   | 0      | 0      |
| Jean-Marie Dewalleff | Belgique    | ?                 | 19/08/1958        | 1990-1991  | 28 (0)            | 1    | 9      | 0      |
| Geert Dieu           | Belgique    | ?                 | 6/08/1972         | 1991-1993  | 5 (0)             | 0    | 1      | 0      |
| Yves Dignef          | Belgique    | ?                 | 23/12/1951        | 1974-1975  | 0 (0)             | 0    | 0      | 0      |
| Danny Digneffe       | Belgique    | ?                 | 28/03/1972        | 1986-1992  | 3 (0)             | 0    | 0      | 0      |
| Luc Digneffe         | Belgique    | ?                 | 15/10/1963        | 1983-1985  | 0 (0)             | 0    | 0      | 0      |
| Maarten Dingenen     | Belgique    | Gardien de but    | 14/02/1989        | 2007-2009  | 17 (0)            | 0    | 0      | 0      |
| Martijn Dingenen     | Belgique    | ?                 | 14/02/1989        | 2008-2010  | 60 (0)            | 1    | 12     | 0      |
| Serge Djamba-Shango  | Belgique    | ?                 | 20/02/1982        | 2010-2011  | 28 (0)            | 2    | 3      | 0      |
| Boris Dome           | Belgique    | Gardien de but    | 30/09/1979        | 2000-2001  | 2 (0)             | 0    | 1      | 0      |
| Moacir Dos Santos    | Brésil      | ?                 | 26/03/1975        | 1997-2000  | 36 (0)            | 13   | 4      | 0      |
| Benny Driesen        | Belgique    | ?                 | 26/02/1963        | 1983-1989  | 105 (0)           | 16   | 7      | 0      |
| Johan Driesen        | Belgique    | ?                 | 17/02/1973        | 1997-2000  | 45 (0)            | 4    | 17     | 0      |
| Benny Driesmans      | Belgique    | Défenseur         | 27/10/1960        | 1982-1990  | 122 (3)           | 2    | 7      | 1      |
| Rudy Driesmans       | Belgique    | ?                 | 13/05/1968        | 1983-1988  | 2 (0)             | 0    | 0      | 0      |
| Sven Dumont          | Belgique    | ?                 | 15/03/1984        | 2003-2004  | 29 (0)            | 6    | 4      | 0      |

## E
| Joueur                   | Nationalité | Position | Date de naissance | Période(s) | Matches (dont D1) | Buts | Jaunes | Rouges |
| ------------------------ | ----------- | -------- | ----------------- | ---------- | ----------------- | ---- | ------ | ------ |
| Bert Eerdekens           | Belgique    | ?        | 12/10/1983        | 2003-2004  | 6 (0)             | 0    | 0      | 0      |
| Hicham El Alaoui         | Belgique    | ?        | 18/04/1988        | 2010-2011  | 16 (0)            | 1    | 5      | 0      |
| Marwan El Barham         | Belgique    | ?        | 27/02/1985        | 2005-2006  | 24 (0)            | 4    | 2      | 1      |
| Ken Elen                 | Belgique    | ?        | 11/03/1981        | 2002-2003  | 1 (0)             | 0    | 0      | 0      |
| Luc Elens                | Belgique    | ?        | 11/11/1956        | 1973-1977  | 0 (0)             | 0    | 0      | 0      |
| François Ensinck         | Belgique    | ?        | ?                 | 1973-1975  | 0 (0)             | 0    | 0      | 0      |
| Daniel Erick Essam Essam | Belgique    | ?        | 2/09/1987         | 2010-2011  | 3 (0)             | 0    | 0      | 0      |
| Wim Esters               | Belgique    | ?        | 13/08/1984        | 2003-2005  | 35 (0)            | 0    | 6      | 0      |

## F
| Joueur             | Nationalité | Position       | Date de naissance | Période(s) | Matches (dont D1) | Buts | Jaunes | Rouges |
| ------------------ | ----------- | -------------- | ----------------- | ---------- | ----------------- | ---- | ------ | ------ |
| Alexander Feron    | Belgique    | ?              | 12/02/1982        | 2001-2002  | 1 (0)             | 0    | 0      | 0      |
| Sébastien Ferrara  | Belgique    | ?              | 15/08/1992        | 2012-2013  | 0 (0)             | 0    | 0      | 0      |
| Manuele Fioravante | Belgique    | ?              | 25/09/1991        | 2009-2013  | 22 (0)            | 0    | 3      | 0      |
| Neel Frans         | Belgique    | ?              | 9/02/1990         | 2008-2012  | 74 (0)            | 0    | 8      | 0      |
| Timen Frans        | Belgique    | ?              | 25/02/1992        | 2009-2012  | 21 (0)            | 2    | 1      | 0      |
| Sem Franssen       | Belgique    | Gardien de but | 10/04/1984        | 2006-2009  | 70 (0)            | 0    | 5      | 1      |
| Pierre Frenay      | Belgique    | ?              | 17/05/1959        | 1979-1980  | 0 (0)             | 0    | 0      | 0      |
| Martijn Froidmont  | Belgique    | ?              | 27/09/1991        | 2008-2009  | 1 (0)             | 0    | 0      | 0      |

## G
| Joueur              | Nationalité | Position          | Date de naissance | Période(s) | Matches (dont D1) | Buts | Jaunes | Rouges |
| ------------------- | ----------- | ----------------- | ----------------- | ---------- | ----------------- | ---- | ------ | ------ |
| Didier Gaens        | Belgique    | ?                 | 3/02/1970         | 1986-1996  | 206 (0)           | 36   | 17     | 5      |
| Rik Gaens           | Belgique    | ?                 | 6/05/1963         | 1987-1988  | 10 (0)            | 1    | 0      | 0      |
| Dirk Geerts         | Belgique    | ?                 | 11/07/1957        | 1980-1983  | 0 (0)             | 0    | 0      | 0      |
| Frank Geraerts      | Belgique    | ?                 | 27/09/1983        | 2004-2006  | 48 (0)            | 7    | 5      | 2      |
| Gert Geraerts       | Belgique    | ?                 | 12/01/1982        | 1999-2009  | 48 (0)            | 6    | 8      | 2      |
| Peter Geraerts      | Belgique    | ?                 | 5/08/1976         | 1996-1997  | 9 (0)             | 1    | 0      | 0      |
| Victor Gerardu      | Belgique    | Gardien de but    | 21/04/1944        | 1973-1975  | 0 (0)             | 0    | 0      | 0      |
| Robin Geuns         | Belgique    | ?                 | 19/04/1978        | 1996-1998  | 13 (0)            | 1    | 2      | 0      |
| Jozef Geurten       | Pays-Bas    | Attaquant         | 13/12/1947        | 1971-1974  | 0 (0)             | 0    | 0      | 0      |
| Jos Geurts          | Belgique    | ?                 | 1/10/1958         | 1981-1982  | 1 (1)             | 0    | 0      | 0      |
| Tom Geuten          | Belgique    | ?                 | 20/03/1977        | 1999-2000  | 8 (0)             | 1    | 4      | 0      |
| Johannes Geyselaers | Pays-Bas    | ?                 | 21/07/1949        | 1975-1976  | 0 (0)             | 0    | 0      | 0      |
| Jan Gielen          | Belgique    | ?                 | 9/12/1981         | 1999-2010  | 196 (0)           | 8    | 35     | 4      |
| Auguste Goessens    | Belgique    | ?                 | 20/06/1943        | 1971-1975  | 0 (0)             | 0    | 0      | 0      |
| Loïc Goffard        | Belgique    | ?                 | 20/07/1988        | 2011-2012  | 0 (0)             | 0    | 0      | 0      |
| Michiel Goyvaerts   | Belgique    | ?                 | 27/10/1988        | 2007-2008  | 6 (0)             | 0    | 0      | 0      |
| Helmut Graf         | Allemagne   | Milieu de terrain | 11/12/1946        | 1982-1983  | 18 (18)           | 2    | 0      | 0      |
| Gvidas Grigas       | Lituanie    | Défenseur         | 19/01/1980        | 2010-2012  | 52 (0)            | 2    | 11     | 1      |
| Edgard Grootaerts   | Belgique    | Gardien de but    | ?                 | 1952-1954  | 0 (0)             | 0    | 0      | 0      |
| Jan Gubanski        | Belgique    | ?                 | 21/05/1932        | 1959-1964  | 0 (0)             | 0    | 0      | 0      |

## H
| Joueur           | Nationalité        | Position          | Date de naissance | Période(s) | Matches (dont D1) | Buts | Jaunes | Rouges |
| ---------------- | ------------------ | ----------------- | ----------------- | ---------- | ----------------- | ---- | ------ | ------ |
| Ben Habets       | Pays-Bas           | ?                 | 14/11/1959        | 1986-1990  | 53 (0)            | 20   | 1      | 1      |
| Thierry Habets   | Belgique           | ?                 | 30/07/1971        | 1995-1996  | 17 (0)            | 3    | 2      | 0      |
| Dennis Hamers    | Belgique           | ?                 | 13/01/1981        | 2000-2002  | 10 (0)            | 1    | 1      | 0      |
| Steffen Hayen    | Belgique           | ?                 | 17/03/1989        | 2009-2010  | 5 (0)             | 0    | 2      | 0      |
| Admir Haznadar   | Bosnie-Herzégovine | Attaquant         | 25/07/1985        | 2010       | 8 (0)             | 1    | 0      | 0      |
| Geert Henderix   | Belgique           | ?                 | 2/03/1983         | 2001-2005  | 81 (0)            | 7    | 15     | 1      |
| Jeroen Hendricx  | Belgique           | ?                 | 11/06/1982        | 2002-2003  | 1 (0)             | 0    | 0      | 0      |
| Laurent Henkinet | Belgique           | Gardien de but    | 14/09/1992        | 2008-2010  | 6 (0)             | 0    | 0      | 0      |
| Paul Henry       | Belgique           | ?                 | 30/01/1967        | 1990-1991  | 1 (0)             | 0    | 0      | 0      |
| Dirk Herbots     | Belgique           | ?                 | 5/11/1967         | 1986-1989  | 75 (0)            | 9    | 4      | 0      |
| Michael Herens   | Belgique           | ?                 | 28/02/1986        | 2005-2007  | 33 (0)            | 3    | 4      | 0      |
| Frank Heylen     | Belgique           | ?                 | 29/11/1958        | 1983-1984  | 0 (0)             | 0    | 0      | 0      |
| Dennis Heyninck  | Belgique           | Gardien de but    | 11/08/1988        | 2007-2008  | 0 (0)             | 0    | 0      | 0      |
| Jean Heyninck    | Belgique           | Gardien de but    | 3/02/1945         | 1970-1974  | 0 (0)             | 0    | 0      | 0      |
| Benoit Hossay    | Belgique           | ?                 | 15/02/1982        | 2000-2010  | 229 (0)           | 7    | 39     | 2      |
| Yvan Hoste       | Belgique           | Milieu de terrain | 8/12/1952         | 1970-1983  | 62 (62)           | 139  | 0      | 0      |
| Steve Hoste      | Belgique           | Attaquant         | 24/04/1977        | 1996-1998  | 43 (0)            | 4    | 0      | 0      |
| Sven Hoste       | Belgique           | ?                 | 7/04/1982         | 1998-1999  | 6 (0)             | 1    | 0      | 0      |
| François Humblet | Belgique           | ?                 | 24/04/1981        | 2001-2002  | 19 (0)            | 0    | 1      | 1      |

## J
| Joueur             | Nationalité | Position | Date de naissance | Période(s) | Matches (dont D1) | Buts | Jaunes | Rouges |
| ------------------ | ----------- | -------- | ----------------- | ---------- | ----------------- | ---- | ------ | ------ |
| Koen Jacobs        | Belgique    | ?        | 9/09/1974         | 1997-2004  | 65 (0)            | 5    | 14     | 0      |
| Ruben Jacobs       | Belgique    | ?        | 1/03/1988         | 2008-2009  | 1 (0)             | 0    | 0      | 0      |
| Peter Jacqmin      | Belgique    | ?        | 15/07/1974        | 1994-1995  | 2 (0)             | 0    | 0      | 0      |
| Jean-Pierre Jaeken | Belgique    | ?        | 28/03/1959        | 1975-1978  | 0 (0)             | 0    | 0      | 0      |
| Ousman Jallow      | Gambie      | ?        | 11/02/1982        | 2001-2002  | 16 (0)            | 2    | 0      | 0      |
| Frank Jamaer       | Belgique    | ?        | 12/11/1976        | 1995-1997  | 4 (0)             | 0    | 0      | 0      |
| Jeroen Jannes      | Belgique    | ?        | 2/11/1986         | 2004-2005  | 0 (0)             | 0    | 0      | 0      |
| Sven Jans          | Belgique    | ?        | 24/02/1986        | 2004-2005  | 0 (0)             | 0    | 0      | 0      |
| Kevin Jansen       | Belgique    | ?        | 2/10/1983         | 2001-2003  | 31 (0)            | 5    | 9      | 0      |
| Raf Janssen        | Belgique    | ?        | 20/01/1978        | 2001-2002  | 4 (0)             | 0    | 0      | 0      |
| Philip Janssens    | Belgique    | ?        | 26/07/1974        | 1998-1999  | 9 (0)             | 1    | 0      | 0      |
| Tim Jeunen         | Belgique    | ?        | 15/09/1989        | 2010-2011  | 25 (0)            | 2    | 5      | 1      |
| Luc Jolly          | Belgique    | ?        | 19/08/1967        | 1984-1985  | 0 (0)             | 0    | 0      | 0      |
| Diego Jongen       | Belgique    | ?        | 10/03/1983        | 2007-2009  | 48 (0)            | 15   | 5      | 1      |
| Tim Jordens        | Belgique    | ?        | 20/10/1979        | 1997-2004  | 123 (0)           | 5    | 16     | 2      |
| Benny Jorissen     | Belgique    | ?        | 30/03/1964        | 1982-1983  | 0 (0)             | 0    | 0      | 0      |
| Yannick Jouck      | Belgique    | ?        | 3/05/1991         | 2010-2011  | 0 (0)             | 0    | 0      | 0      |
| Casimir Jurkiewicz | Belgique    | ?        | 9/05/1948         | 1970-1971  | 0 (0)             | 0    | 0      | 0      |

## K
| Joueur          | Nationalité        | Position  | Date de naissance | Période(s) | Matches (dont D1) | Buts | Jaunes | Rouges |
| --------------- | ------------------ | --------- | ----------------- | ---------- | ----------------- | ---- | ------ | ------ |
| Pierre Kalala   | Belgique           | ?         | 29/06/1994        | 2012-2013  | 0 (0)             | 0    | 0      | 0      |
| Mustafa Kalkan  | Belgique           | Attaquant | 3/07/1983         | 2003-2004  | 10 (0)            | 4    | 4      | 0      |
| Cyril Kameni    | Belgique           | ?         | 28/12/1991        | 2010-2011  | 0 (0)             | 0    | 0      | 0      |
| Rony Kellens    | Belgique           | ?         | 25/02/1969        | 1987-1998  | 262 (0)           | 28   | 22     | 2      |
| Stijn Kerkhofs  | Belgique           | ?         | 6/02/1985         | 2002-2007  | 34 (0)            | 0    | 7      | 0      |
| Ludo Keytsman   | Belgique           | ?         | 18/03/1962        | 1979-1986  | 0 (0)             | 0    | 0      | 0      |
| Young Klee      | Belgique           | ?         | 18/06/1989        | 2011-2012  | 5 (0)             | 0    | 1      | 0      |
| Geert Knapen    | Belgique           | Attaquant | 20/12/1972        | 2001-2002  | 16 (0)            | 14   | 3      | 0      |
| Tim Knapen      | Belgique           | ?         | 28/11/1980        | 2002-2004  | 6 (0)             | 0    | 0      | 0      |
| Serkan Kocaslan | Belgique           | ?         | 7/06/1986         | 2009-2010  | 34 (0)            | 8    | 1      | 0      |
| Gille Koppers   | Belgique           | ?         | 24/04/1988        | 2007-2008  | 1 (0)             | 0    | 0      | 0      |
| Jan Kosten      | Belgique           | ?         | 8/08/1958         | 1985-1986  | 25 (0)            | 7    | 2      | 0      |
| Martin Kubr     | République tchèque | ?         | 25/11/1974        | 1998-1999  | 16 (0)            | 0    | 3      | 0      |
| Tony Kurbos     | Allemagne          | Attaquant | 20/10/1960        | 1981-1982  | 27 (27)           | 5    | 0      | 1      |

## L
| Joueur             | Nationalité | Position  | Date de naissance | Période(s) | Matches (dont D1) | Buts | Jaunes | Rouges |
| ------------------ | ----------- | --------- | ----------------- | ---------- | ----------------- | ---- | ------ | ------ |
| Nicolas Lacroix    | Belgique    | ?         | 24/03/1985        | 2009-2011  | 25 (0)            | 1    | 4      | 2      |
| Mark Lakay         | Belgique    | ?         | 8/03/1966         | 1985-1986  | 8 (0)             | 0    | 0      | 0      |
| Paolo Lallo        | Italie      | ?         | 9/03/1955         | 1980-1981  | 28 (0)            | 4    | 0      | 0      |
| Freek Lamain       | Pays-Bas    | ?         | 16/02/1958        | 1979-1980  | 0 (0)             | 0    | 0      | 0      |
| Ludovic Lambert    | Belgique    | ?         | 2/06/1980         | 2011-2012  | 22 (0)            | 3    | 3      | 2      |
| Geert Lambrix      | Belgique    | ?         | 6/09/1968         | 1983-1993  | 25 (0)            | 0    | 1      | 1      |
| Dennis Lauwen      | Belgique    | ?         | 16/10/1992        | 2010-2012  | 15 (0)            | 0    | 4      | 0      |
| Hans Leenders      | Belgique    | Défenseur | 21/09/1980        | 2004-2007  | 52 (0)            | 3    | 15     | 4      |
| Francis Lemmens    | Belgique    | ?         | 3/09/1954         | 1975-1978  | 0 (0)             | 0    | 0      | 0      |
| Jean Lemmens       | Belgique    | ?         | 1/04/1959         | 1984-1985  | 0 (0)             | 0    | 0      | 0      |
| Koen Lemmens       | Belgique    | ?         | 10/06/1965        | 1990-1991  | 5 (0)             | 0    | 0      | 0      |
| Niels Lenskens     | Belgique    | ?         | 24/02/1989        | 2008-2009  | 0 (0)             | 0    | 0      | 0      |
| Willy Leyssens     | Belgique    | ?         | 11/02/1960        | 1978-1987  | 126 (31)          | 26   | 6      | 0      |
| Mirko Licata       | Belgique    | ?         | 27/12/1976        | 1998-1999  | 27 (0)            | 4    | 4      | 0      |
| Daniel Licki       | Belgique    | ?         | 27/11/1952        | 1974-1975  | 0 (0)             | 0    | 0      | 0      |
| Ben L'Ortye        | Belgique    | ?         | 22/09/1985        | 2004-2005  | 0 (0)             | 0    | 0      | 0      |
| Thierry Lovinfosse | Belgique    | ?         | ?                 | 1978-1979  | 0 (0)             | 0    | 0      | 0      |
| Bernard Lucas      | Belgique    | ?         | 30/11/1969        | 1990-1992  | 16 (0)            | 0    | 0      | 0      |
| Gilbert Luts       | Belgique    | ?         | 3/10/1945         | 1971-1980  | 0 (0)             | 0    | 0      | 0      |

## M
| Joueur               | Nationalité                      | Position          | Date de naissance | Période(s)           | Matches (dont D1) | Buts | Jaunes | Rouges |
| -------------------- | -------------------------------- | ----------------- | ----------------- | -------------------- | ----------------- | ---- | ------ | ------ |
| Esmael Macedo        | Belgique                         | ?                 | 29/01/1988        | 2010-2011            | 26 (0)            | 3    | 2      | 1      |
| Jean-Marc Madej      | Belgique                         | ?                 | 20/07/1966        | 1989-1990            | 19 (0)            | 3    | 3      | 0      |
| Mike Mampuya         | République démocratique du Congo | Défenseur         | 17/01/1983        | 2004-2005            | 25 (0)            | 9    | 0      | 0      |
| Hubert Martens       | Belgique                         | ?                 | ?                 | 1971-1972            | 0 (0)             | 0    | 0      | 0      |
| Nico Martens         | Belgique                         | ?                 | 10/01/1962        | 1980-1985            | 0 (0)             | 0    | 0      | 0      |
| Frank Marting        | Belgique                         | ?                 | 9/03/1970         | 1985-1991            | 8 (0)             | 0    | 1      | 1      |
| Fabrice Mavinga-Poba | Belgique                         | ?                 | 23/04/1986        | 2009-2011            | 29 (0)            | 1    | 9      | 1      |
| Joseph Meers         | Belgique                         | ?                 | 7/12/1962         | 1980-1981            | 0 (0)             | 0    | 0      | 0      |
| Ludo Meers           | Belgique                         | Gardien de but    | 30/09/1961        | 1986-1987            | 0 (0)             | 0    | 0      | 0      |
| Patrick Meers        | Belgique                         | ?                 | 12/08/1964        | 1984-1985            | 0 (0)             | 0    | 0      | 0      |
| Stijn Mellemans      | Belgique                         | Attaquant         | 3/07/1978         | 1999-2000, 2006-2007 | 29 (0)            | 14   | 4      | 2      |
| Willy Mense          | Allemagne de l'Ouest             | ?                 | 8/09/1957         | 1980-1982            | 15 (15)           | 20   | 0      | 0      |
| Johannes Menting     | Pays-Bas                         | ?                 | 6/09/1952         | 1978-1979            | 0 (0)             | 10   | 0      | 0      |
| Jozef Merken         | Belgique                         | ?                 | ?                 | 1973-1977            | 0 (0)             | 0    | 0      | 0      |
| Philippe Mesmaekers  | Belgique                         | Gardien de but    | 15/04/1952        | 1972-1973            | 0 (0)             | 0    | 0      | 0      |
| Kurt Meuwissen       | Belgique                         | ?                 | 27/05/1975        | 1999-2000            | 15 (0)            | 0    | 1      | 0      |
| Harold Meyssen       | Belgique                         | Milieu de terrain | 24/07/1971        | 1988-1993            | 64 (0)            | 5    | 6      | 0      |
| Yves Michiels        | Belgique                         | ?                 | 13/02/1971        | 1989-1993            | 8 (0)             | 0    | 0      | 0      |
| Wilhelmus Mielekamp  | Pays-Bas                         | ?                 | ?                 | 1972-1973            | 0 (0)             | 0    | 0      | 0      |
| Benjamin Milosevic   | Belgique                         | ?                 | 25/06/1991        | 2011-2012            | 1 (0)             | 0    | 0      | 0      |
| Dusan Minkovic       | Yougoslavie                      | ?                 | 17/11/1960        | 1980-1981            | 0 (0)             | 0    | 0      | 0      |
| Rony Montfort        | Belgique                         | ?                 | 27/04/1966        | 1983-1984            | 0 (0)             | 0    | 0      | 0      |
| Patrick Monziba      | Belgique                         | ?                 | 2/07/1980         | 2001-2002            | 16 (0)            | 3    | 3      | 0      |
| Johan Moors          | Belgique                         | ?                 | 1/02/1965         | 1986-1988            | 38 (0)            | 11   | 3      | 0      |
| Ruben Moors          | Belgique                         | ?                 | 8/02/1995         | 2012-2013            | 5 (0)             | 0    | 1      | 0      |
| Tomas Moresi         | Belgique                         | ?                 | 13/12/1979        | 1997-1999            | 16 (0)            | 3    | 2      | 0      |
| Kurt Morhaye         | Belgique                         | ?                 | 29/03/1977        | 2006-2008            | 51 (0)            | 9    | 8      | 2      |
| Jurgen Motmans       | Belgique                         | ?                 | 3/09/1986         | 2004-2008            | 63 (0)            | 0    | 6      | 0      |
| Ruben Motmans        | Belgique                         | ?                 | 18/07/1988        | 2007-2012            | 80 (0)            | 1    | 13     | 0      |
| Kris Muermans        | Belgique                         | ?                 | 18/01/1975        | 1994-1996            | 35 (0)            | 0    | 2      | 0      |
| Kevin Muller         | Belgique                         | ?                 | 22/06/1992        | 2011-2012            | 0 (0)             | 0    | 0      | 0      |
| Jorrid Muls          | Belgique                         | ?                 | 16/01/1987        | 2012-2013            | 0 (0)             | 0    | 0      | 0      |
| Luc Muls             | Belgique                         | ?                 | 17/03/1953        | 1971-1975            | 0 (0)             | 0    | 0      | 0      |

## N
| Joueur       | Nationalité | Position       | Date de naissance | Période(s) | Matches (dont D1) | Buts | Jaunes | Rouges |
| ------------ | ----------- | -------------- | ----------------- | ---------- | ----------------- | ---- | ------ | ------ |
| Ronny Neven  | Belgique    | ?              | 1/06/1966         | 1984-1996  | 261 (0)           | 13   | 33     | 1      |
| Jean Nicolas | Belgique    | ?              | 28/07/1983        | 2005-2006  | 10 (0)            | 1    | 1      | 0      |
| Frank Nijs   | Belgique    | ?              | 24/02/1961        | 1982-1983  | 0 (0)             | 0    | 0      | 0      |
| Roger Nilis  | Belgique    | ?              | 16/11/1938        | 1970-1971  | 0 (0)             | 0    | 0      | 0      |
| Luc Nulens   | Belgique    | ?              | 27/01/1970        | 1988-1989  | 0 (0)             | 0    | 0      | 0      |
| Tim Nuyens   | Belgique    | Gardien de but | 16/07/1974        | 1997-2000  | 30 (0)            | 0    | 0      | 0      |
| Diederik Nys | Belgique    | ?              | 29/06/1982        | 2000-2003  | 12 (0)            | 0    | 0      | 0      |

## O
| Joueur           | Nationalité | Position  | Date de naissance | Période(s) | Matches (dont D1) | Buts | Jaunes | Rouges |
| ---------------- | ----------- | --------- | ----------------- | ---------- | ----------------- | ---- | ------ | ------ |
| Raf Onclin       | Belgique    | ?         | 20/10/1982        | 2000-2002  | 29 (0)            | 0    | 6      | 0      |
| Rik Op De Beeck  | Belgique    | ?         | 29/12/1980        | 1997-1999  | 43 (0)            | 1    | 1      | 2      |
| Mike Okoth Origi | Kenya       | Attaquant | 16/11/1967        | 2004-2006  | 55 (0)            | 25   | 1      | 1      |
| Eric Ory         | Belgique    | ?         | 19/04/1958        | 1974-1976  | 0 (0)             | 0    | 0      | 0      |
| Raf Ory          | Belgique    | ?         | 21/11/1983        | 2001-2002  | 3 (0)             | 0    | 0      | 0      |
| Eloy Otero-Perez | Belgique    | ?         | 10/09/1989        | 2008-2010  | 8 (0)             | 0    | 0      | 0      |
| Omer Ozpoyraz    | Belgique    | ?         | 9/05/1988         | 2008-2009  | 3 (0)             | 0    | 0      | 0      |

## P
| Joueur                | Nationalité | Position       | Date de naissance | Période(s) | Matches (dont D1) | Buts | Jaunes | Rouges |
| --------------------- | ----------- | -------------- | ----------------- | ---------- | ----------------- | ---- | ------ | ------ |
| David Paas            | Belgique    | Attaquant      | 24/02/1971        | 1989-1995  | 138 (0)           | 39   | 28     | 2      |
| Marc Paduart          | Belgique    | ?              | 14/07/1967        | 1986-1987  | 0 (0)             | 0    | 0      | 0      |
| Guido Palmers         | Belgique    | ?              | 5/02/1956         | 1972-1975  | 0 (0)             | 0    | 0      | 0      |
| Jos Panagiotopoulos   | Belgique    | ?              | 17/06/1975        | 1992-2000  | 149 (0)           | 59   | 26     | 4      |
| Joren Paulus          | Belgique    | ?              | 7/04/1995         | 2011-2013  | 7 (0)             | 0    | 1      | 0      |
| Murat Pester          | Belgique    | ?              | 6/10/1977         | 1996-1998  | 16 (0)            | 0    | 1      | 0      |
| Christophe Philippens | Belgique    | ?              | 8/10/1976         | 1999-2000  | 11 (0)            | 0    | 1      | 0      |
| Fabian Piette         | Belgique    | ?              | 31/03/1991        | 2011-2012  | 5 (0)             | 0    | 1      | 0      |
| Nikita Pirlet         | Belgique    | ?              | 25/03/1974        | 1992-1993  | 2 (0)             | 0    | 0      | 0      |
| Odilon Polleunis      | Belgique    | Attaquant      | 1/05/1943         | 1976-1977  | 0 (0)             | 0    | 0      | 0      |
| Sascha Polutnik       | Belgique    | ?              | 16/02/1989        | 2008-2009  | 1 (0)             | 0    | 1      | 0      |
| Alex Ponet            | Belgique    | ?              | 18/09/1974        | 1993-1996  | 3 (0)             | 0    | 0      | 0      |
| Robin Poulmans        | Belgique    | Gardien de but | 24/09/1986        | 2003-2005  | 0 (0)             | 0    | 0      | 0      |
| Dave Princen          | Belgique    | Gardien de but | 23/03/1984        | 2002-2003  | 0 (0)             | 0    | 0      | 0      |
| Davy Proesmans        | Belgique    | ?              | 22/08/1976        | 1996-1998  | 55 (0)            | 5    | 0      | 0      |
| Gustaaf Proesmans     | Belgique    | ?              | 5/07/1963         | 1982-1984  | 0 (0)             | 0    | 0      | 0      |
| Maxim Proesmans       | Belgique    | ?              | 19/01/1992        | 2010-2011  | 7 (0)             | 0    | 0      | 0      |
| Christophe Punga      | Belgique    | ?              | 8/04/1976         | 1996-1997  | 9 (0)             | 0    | 2      | 0      |
| Kurt Putzeys          | Belgique    | ?              | 22/01/1982        | 2002-2003  | 5 (0)             | 0    | 0      | 0      |

## R
| Joueur            | Nationalité | Position          | Date de naissance | Période(s)           | Matches (dont D1) | Buts | Jaunes | Rouges |
| ----------------- | ----------- | ----------------- | ----------------- | -------------------- | ----------------- | ---- | ------ | ------ |
| Wim Raeymaekers   | Belgique    | ?                 | 25/11/1955        | 1982-1986            | 51 (27)           | 6    | 1      | 0      |
| Erik Ramaekers    | Belgique    | ?                 | 22/09/1958        | 1981-1982            | 1 (1)             | 0    | 0      | 0      |
| Marc Raskin       | Belgique    | Gardien de but    | 30/05/1963        | 1982-1984, 1987-1988 | 5 (5)             | 0    | 0      | 0      |
| Thomas Rasmussen  | Danemark    | Milieu de terrain | 16/04/1977        | 1998-1999            | 16 (0)            | 5    | 2      | 0      |
| Frédéric Remacle  | Belgique    | ?                 | 1/08/1972         | 1993-1997            | 82 (0)            | 6    | 4      | 1      |
| Oscar Renaerts    | Belgique    | ?                 | 8/03/1950         | 1975-1976            | 0 (0)             | 0    | 0      | 0      |
| Ben Reynders      | Belgique    | ?                 | 25/08/1987        | 2006-2008            | 27 (0)            | 0    | 5      | 0      |
| Dirk Reynders     | Belgique    | ?                 | 23/09/1979        | 1997-2001            | 53 (0)            | 3    | 4      | 1      |
| Kevin Ribeaucourt | Belgique    | ?                 | 24/01/1992        | 2010-2011            | 9 (0)             | 1    | 3      | 0      |
| Roger Roebben     | Belgique    | Attaquant         | 14/03/1951        | 1977-1981            | 74 (0)            | 11   | 0      | 0      |
| André Rogiers     | Belgique    | ?                 | 27/02/1959        | 1984-1985            | 0 (0)             | 0    | 0      | 0      |
| Luc Rogiers       | Belgique    | ?                 | 17/10/1960        | 1978-1980            | 0 (0)             | 0    | 0      | 0      |
| Frans Rondags     | Belgique    | ?                 | 8/02/1962         | 1983-1985            | 0 (0)             | 0    | 0      | 0      |
| Patrick Rondags   | Belgique    | Gardien de but    | 12/12/1964        | 1983-1989            | 161 (0)           | 7    | 1      | 0      |
| Peter Rouffa      | Belgique    | ?                 | 18/11/1973        | 1992-1993            | 4 (0)             | 1    | 0      | 0      |
| Guido Rousseau    | Belgique    | ?                 | 31/10/1966        | 1989-1993            | 22 (0)            | 0    | 4      | 0      |
| Kris Rouvrois     | Belgique    | ?                 | 4/02/1978         | 1996-2002, 2004-2006 | 161 (0)           | 29   | 4      | 1      |
| Niels Rouvrois    | Belgique    | ?                 | 22/08/1986        | 2004-2010            | 80 (0)            | 5    | 14     | 2      |
| Thomas Rovny      | Belgique    | ?                 | 6/05/1985         | 2011-2012            | 2 (0)             | 1    | 0      | 0      |
| Wouter Rubens     | Belgique    | ?                 | 1/04/1992         | 2010-2013            | 13 (0)            | 0    | 1      | 0      |

## S
| Joueur              | Nationalité          | Position       | Date de naissance | Période(s)           | Matches (dont D1) | Buts | Jaunes | Rouges |
| ------------------- | -------------------- | -------------- | ----------------- | -------------------- | ----------------- | ---- | ------ | ------ |
| Pieter Saaman       | Belgique             | ?              | 5/11/1964         | 1991-1992            | 26 (0)            | 4    | 1      | 0      |
| Marino Sabbadini    | Belgique             | ?              | 10/12/1969        | 1987-2000            | 53 (0)            | 7    | 9      | 1      |
| Willy Saeren        | Belgique             | ?              | 8/04/1926         | 1946-1948            | 0 (0)             | 0    | 0      | 0      |
| Khalid Salamat      | Pays-Bas             | ?              | 25/12/1970        | 1997-1998            | 27 (0)            | 3    | 6      | 0      |
| Paul Sampermans     | Belgique             | ?              | 22/08/1959        | 1981-1986            | 45 (28)           | 5    | 0      | 0      |
| Geert Santermans    | Belgique             | Gardien de but | 23/06/1974        | 1990-1996            | 15 (0)            | 0    | 0      | 0      |
| Joonas Sarelius     | Belgique             | ?              | 2/07/1979         | 2002-2003            | 7 (0)             | 0    | 0      | 0      |
| Emmanuel Sarpong    | Ghana                | ?              | 5/11/1971         | 1996-1997            | 26 (0)            | 8    | 3      | 0      |
| Christophe Sauveur  | Belgique             | ?              | 21/04/1981        | 1998-2005            | 167 (0)           | 42   | 30     | 7      |
| Koen Schabregs      | Belgique             | ?              | 3/09/1967         | 1985-1991, 1992-1994 | 147 (0)           | 12   | 12     | 0      |
| André Scheen        | Belgique             | ?              | 10/02/1958        | 1981-1985            | 57 (57)           | 0    | 0      | 1      |
| Jan Schepers        | Belgique             | ?              | 19/12/1974        | 1995-1997            | 16 (0)            | 2    | 0      | 0      |
| Pierrot Schiepers   | Belgique             | ?              | 12/02/1960        | 1979-1988            | 90 (1)            | 0    | 11     | 2      |
| Dean Schillings     | Belgique             | ?              | 10/01/1993        | 2011-2012            | 0 (0)             | 0    | 0      | 0      |
| Rudi Schoenaers     | Belgique             | ?              | 6/07/1965         | 1983-1991            | 167 (0)           | 9    | 22     | 0      |
| Jamie Schoofs       | Belgique             | ?              | 21/03/1991        | 2009-2011            | 3 (0)             | 0    | 0      | 0      |
| Ben Schouterden     | Belgique             | Gardien de but | 8/10/1983         | 2001-2003            | 2 (0)             | 0    | 0      | 0      |
| Ronny Schuermans    | Belgique             | Gardien de but | 16/09/1971        | 2002-2004            | 57 (0)            | 0    | 3      | 0      |
| Klaus Schulze       | Allemagne de l'Ouest | Attaquant      | 16/02/1954        | 1982-1983            | 12 (12)           | 2    | 0      | 0      |
| Jean Senté          | Belgique             | ?              | ?                 | 1970-1975            | 0 (0)             | 24   | 0      | 0      |
| Francis Servais     | Belgique             | ?              | 8/08/1953         | 1974-1975            | 0 (0)             | 0    | 0      | 0      |
| Geert Severijns     | Belgique             | ?              | 15/02/1965        | 1985-1986            | 0 (0)             | 0    | 0      | 0      |
| Johan Simons        | Belgique             | ?              | 17/11/1958        | 1976-1978            | 0 (0)             | 0    | 0      | 0      |
| Jochen Slechten     | Belgique             | ?              | 7/02/1983         | 2006-2007            | 7 (0)             | 1    | 0      | 0      |
| Lode Smeets         | Belgique             | ?              | 17/04/1951        | 1971-1979            | 0 (0)             | 0    | 0      | 0      |
| Cederic Smets       | Belgique             | ?              | 1/02/1993         | 2011-2012            | 2 (0)             | 0    | 0      | 0      |
| Christophe Snyders  | Belgique             | ?              | 29/12/1983        | 2003-2005            | 42 (0)            | 3    | 8      | 0      |
| Marcel Spa          | Pays-Bas             | Gardien de but | 29/06/1962        | 1991-1992            | 0 (0)             | 0    | 0      | 0      |
| Denny Spronck       | Belgique             | ?              | 18/08/1980        | 2001-2002            | 13 (0)            | 0    | 2      | 0      |
| Steve Stas          | Belgique             | ?              | 4/07/1977         | 1997-2005            | 128 (0)           | 12   | 10     | 1      |
| Gérard Stassen      | Belgique             | ?              | 25/06/1964        | 1986-1987            | 0 (0)             | 0    | 0      | 0      |
| Johan Stassen       | Belgique             | ?              | 22/05/1963        | 1983-1991            | 110 (0)           | 2    | 21     | 3      |
| Willy Stevaert      | Belgique             | ?              | 1/01/1960         | 1990-1991            | 0 (0)             | 0    | 0      | 0      |
| Maarten Stippelmans | Belgique             | ?              | 7/06/1988         | 2006-2008            | 3 (0)             | 0    | 0      | 0      |
| Nicky Stoffels      | Belgique             | ?              | 23/10/1981        | 2000-2001            | 1 (0)             | 0    | 0      | 0      |
| Robin Stroobants    | Belgique             | Attaquant      | 13/05/1980        | 2004-2005            | 2 (0)             | 0    | 0      | 0      |
| Dirk Stulens        | Belgique             | ?              | 3/08/1966         | 1983-1985            | 0 (0)             | 0    | 0      | 0      |

## T
| Joueur              | Nationalité | Position       | Date de naissance | Période(s)           | Matches (dont D1) | Buts | Jaunes | Rouges |
| ------------------- | ----------- | -------------- | ----------------- | -------------------- | ----------------- | ---- | ------ | ------ |
| Johan Tans          | Belgique    | ?              | 8/04/1964         | 1982-1985            | 0 (0)             | 0    | 0      | 0      |
| Senne Tans          | Belgique    | ?              | 1/11/1993         | 2010-2013            | 24 (0)            | 1    | 9      | 0      |
| Mattia Tedeschi     | Belgique    | ?              | 20/01/1993        | 2011-2012            | 10 (0)            | 0    | 0      | 0      |
| Mauritzio Teodori   | Belgique    | ?              | 16/05/1984        | 2003-2004            | 10 (0)            | 0    | 1      | 0      |
| Robert Tervoort     | Pays-Bas    | Gardien de but | 19/07/1956        | 1979-1983            | 64 (64)           | 0    | 0      | 0      |
| Dennis Theunissen   | Belgique    | ?              | 8/02/1990         | 2006-2008            | 4 (0)             | 0    | 0      | 0      |
| Guido Thewissen     | Belgique    | ?              | 5/12/1961         | 1979-1980, 1984-1985 | 0 (0)             | 0    | 0      | 0      |
| François Thijs      | Belgique    | ?              | ?                 | 1970-1972            | 0 (0)             | 0    | 0      | 0      |
| Stijn Thijs         | Belgique    | Gardien de but | 20/04/1974        | 2000-2002            | 57 (0)            | 1    | 10     | 0      |
| Stijn Thonnon       | Belgique    | ?              | 16/10/1976        | 1996-2000            | 89 (0)            | 0    | 7      | 1      |
| Désiré Thys         | Belgique    | ?              | 8/09/1966         | 1983-1996            | 166 (0)           | 16   | 25     | 1      |
| Ronny Thys          | Belgique    | ?              | 28/11/1965        | 1984-1985            | 0 (0)             | 0    | 0      | 0      |
| Rudi Thys           | Belgique    | ?              | 4/06/1962         | 1984-1986, 1994-1998 | 102 (0)           | 0    | 1      | 0      |
| Stefan Thys         | Belgique    | ?              | 10/02/1972        | 1991-1992            | 9 (0)             | 0    | 0      | 0      |
| Rachid Tibari       | Belgique    | ?              | 29/06/1980        | 2007-2008            | 17 (0)            | 2    | 0      | 0      |
| Dave Tilkin         | Belgique    | ?              | 3/07/1973         | 1990-1997            | 105 (0)           | 1    | 15     | 0      |
| Bram Timmermans     | Belgique    | Gardien de but | 22/05/1993        | 2010-2013            | 0 (0)             | 0    | 0      | 0      |
| Gert-Jan Timmermans | Belgique    | Gardien de but | 20/01/1991        | 2010-2011            | 0 (0)             | 0    | 0      | 0      |
| Manuel Tits         | Belgique    | ?              | 31/10/1988        | 2008-2011            | 50 (0)            | 2    | 4      | 1      |
| Youri Tomasetig     | Belgique    | ?              | 24/03/1987        | 2006-2010            | 42 (0)            | 2    | 2      | 0      |
| Cédric Tomsin       | Belgique    | ?              | 27/03/1979        | 2012-2013            | 0 (0)             | 0    | 0      | 0      |

## U
| Joueur          | Nationalité | Position | Date de naissance | Période(s) | Matches (dont D1) | Buts | Jaunes | Rouges |
| --------------- | ----------- | -------- | ----------------- | ---------- | ----------------- | ---- | ------ | ------ |
| Thorsten Ubachs | Belgique    | ?        | 9/08/1988         | 2009-2011  | 56 (0)            | 9    | 4      | 0      |
| Richard Ummels  | Belgique    | ?        | 5/02/1971         | 1991-1992  | 4 (0)             | 0    | 0      | 0      |

## V
| Joueur                     | Nationalité | Position          | Date de naissance | Période(s)           | Matches (dont D1) | Buts | Jaunes | Rouges |
| -------------------------- | ----------- | ----------------- | ----------------- | -------------------- | ----------------- | ---- | ------ | ------ |
| Daan Vaesen                | Belgique    | ?                 | 11/07/1981        | 1998-2003            | 109 (0)           | 7    | 21     | 2      |
| Nico Vaesen                | Belgique    | ?                 | 28/09/1969        | 1988-1993            | 120 (0)           | 0    | 7      | 0      |
| Henri Valkenborgh          | Belgique    | ?                 | 29/07/1951        | 1974-1975            | 0 (0)             | 0    | 0      | 0      |
| Eduard Van Berghen         | Belgique    | ?                 | 8/03/1986         | 2004-2006            | 2 (0)             | 0    | 0      | 0      |
| Gert Van Den Bossche       | Belgique    | Gardien de but    | 23/09/1977        | 1997-1998            | 0 (0)             | 0    | 0      | 0      |
| Cédric Van Der Elst        | Belgique    | Milieu de terrain | 19/06/1980        | 2005-2008            | 53 (0)            | 6    | 3      | 0      |
| Christophe Van Loo         | Belgique    | ?                 | 19/01/1977        | 1998-1999            | 12 (0)            | 0    | 0      | 0      |
| Dennis Van Ravenstijn      | Belgique    | ?                 | 24/04/1981        | 2002-2003            | 25 (0)            | 4    | 1      | 0      |
| Hans Van Thielen           | Belgique    | ?                 | 14/12/1962        | 1983-1985            | 0 (0)             | 0    | 0      | 0      |
| Kevin Vanbeuren            | Belgique    | Défenseur         | 31/01/1981        | 2005-2008            | 55 (0)            | 2    | 9      | 1      |
| Eric Vandebon              | Belgique    | Défenseur         | 26/05/1982        | 2008-2010            | 61 (0)            | 6    | 11     | 0      |
| Johan Vandecaetsbeek       | Belgique    | ?                 | 24/03/1960        | 1978-1980            | 0 (0)             | 0    | 0      | 0      |
| Lennert Vandecaetsbeek     | Belgique    | Gardien de but    | 5/10/1994         | 2012-2013            | 0 (0)             | 0    | 0      | 0      |
| Hugo Vandenbossche         | Belgique    | Gardien de but    | 2/11/1947         | 1975-1980            | 0 (0)             | 0    | 0      | 0      |
| Bjorn Vandeput             | Belgique    | ?                 | 20/07/1981        | 2000-2003            | 72 (0)            | 0    | 8      | 3      |
| Tony Vandergeten           | Belgique    | ?                 | 12/01/1978        | 1996-1998            | 3 (0)             | 0    | 0      | 0      |
| Bart Vandersmissen         | Belgique    | ?                 | 17/11/1974        | 1997-1998            | 27 (0)            | 4    | 0      | 0      |
| Thomas Vandevenne          | Belgique    | ?                 | 20/03/1985        | 2004-2005            | 0 (0)             | 0    | 0      | 0      |
| Wouter Vandevenne          | Belgique    | ?                 | 24/07/1982        | 2002-2005            | 74 (0)            | 7    | 21     | 1      |
| Bram Vandeweyer            | Belgique    | ?                 | 9/03/1993         | 2011-2013            | 17 (0)            | 2    | 2      | 1      |
| Wouter Vangeel             | Belgique    | ?                 | 10/03/1995        | 2012-2013            | 4 (0)             | 0    | 1      | 0      |
| Roel Vangertruyden         | Belgique    | ?                 | 23/12/1978        | 1998-2001            | 21 (0)            | 5    | 0      | 0      |
| Roger Vanhaeren            | Belgique    | ?                 | 25/07/1940        | 1969-1970            | 0 (0)             | 0    | 0      | 0      |
| Albert Vanheusden          | Belgique    | ?                 | ?                 | 1971-1973            | 0 (0)             | 0    | 0      | 0      |
| Michel Vanheusden          | Belgique    | ?                 | 13/09/1958        | 1976-1977            | 0 (0)             | 0    | 0      | 0      |
| Rémi Vanheusden            | Belgique    | ?                 | 20/04/1952        | 1970-1978            | 0 (0)             | 0    | 0      | 0      |
| Guy Vanhorenbeek           | Belgique    | ?                 | 20/03/1958        | 1980-1984, 1985-1988 | 90 (50)           | 1    | 6      | 2      |
| Koen Vanmarsenille         | Belgique    | ?                 | 1/05/1982         | 2000-2003            | 46 (0)            | 0    | 3      | 0      |
| David Vansamang            | Belgique    | ?                 | 12/01/1986        | 2004-2005            | 0 (0)             | 0    | 0      | 0      |
| Jean-Michel Vansteenberghe | Belgique    | ?                 | 28/09/1984        | 2005-2007, 2010-2011 | 80 (0)            | 6    | 8      | 2      |
| Serge Verheyden            | Belgique    | ?                 | 13/11/1955        | 1980-1982            | 27 (27)           | 0    | 0      | 0      |
| Jelle Verheyen             | Belgique    | ?                 | 9/02/1988         | 2008-2009            | 4 (0)             | 0    | 0      | 0      |
| Johan Verheyen             | Belgique    | ?                 | 14/02/1984        | 2005-2009            | 46 (0)            | 2    | 14     | 0      |
| Quentin Verlaine           | Belgique    | ?                 | 30/10/1981        | 1999-2004            | 87 (0)            | 1    | 10     | 3      |
| Kenny Vermeulen            | Belgique    | ?                 | 29/07/1993        | 2011-2013            | 24 (0)            | 2    | 3      | 0      |
| Dirk Vermijl               | Belgique    | ?                 | 14/07/1967        | 1989-1997            | 213 (0)           | 19   | 14     | 0      |
| Koen Vermijl               | Belgique    | ?                 | 29/01/1970        | 1989-1991            | 19 (0)            | 1    | 0      | 0      |
| Jeroen Vincent             | Belgique    | ?                 | 6/07/1993         | 2011-2012            | 4 (0)             | 0    | 0      | 0      |
| Stijn Vincent              | Belgique    | ?                 | 7/04/1987         | 2004-2007, 2009-2013 | 100 (0)           | 0    | 4      | 0      |
| Kobe Vinken                | Belgique    | ?                 | 6/05/1992         | 2010-2013            | 25 (0)            | 0    | 7      | 0      |
| Theo Voorn                 | Pays-Bas    | ?                 | ?                 | 1971-1974            | 0 (0)             | 0    | 0      | 0      |
| Erwin Vos                  | Belgique    | ?                 | 27/01/1975        | 1993-1996            | 37 (0)            | 1    | 1      | 2      |
| Jan Vossen                 | Belgique    | ?                 | ?                 | 1927-1928            | 0 (0)             | 0    | 0      | 0      |
| Jozef Vossen               | Belgique    | ?                 | ?                 | 1927-1928            | 0 (0)             | 0    | 0      | 0      |
| Rudi Vossen                | Belgique    | ?                 | 11/08/1958        | 1978-1985            | 67 (67)           | 1    | 0      | 0      |
| Gunter Vrancken            | Belgique    | ?                 | 1/05/1972         | 1991-1992            | 5 (0)             | 0    | 0      | 0      |
| Stijn Vreven               | Belgique    | Défenseur         | 18/07/1973        | 2007-2008            | 10 (0)            | 0    | 3      | 0      |
| Johannes Vrijens           | Pays-Bas    | ?                 | ?                 | 1970-1975            | 0 (0)             | 0    | 0      | 0      |
| Jean-Luc Vrindts           | Belgique    | ?                 | 24/05/1955        | 1972-1981            | 0 (0)             | 0    | 0      | 0      |
| Sven Vrindts               | Belgique    | ?                 | 13/11/1975        | 1998-2000            | 46 (0)            | 5    | 8      | 1      |
| Jochen Vrolix              | Belgique    | Attaquant         | 9/01/1985         | 2009-2010            | 19 (0)            | 1    | 2      | 0      |

## W
| Joueur           | Nationalité | Position          | Date de naissance | Période(s)           | Matches (dont D1) | Buts | Jaunes | Rouges |
| ---------------- | ----------- | ----------------- | ----------------- | -------------------- | ----------------- | ---- | ------ | ------ |
| Dimitri Wagemans | Belgique    | ?                 | 14/10/1994        | 2011-2013            | 4 (0)             | 0    | 0      | 0      |
| Wesley Warnots   | Belgique    | ?                 | 21/11/1985        | 2004-2006, 2012-2013 | 2 (0)             | 0    | 0      | 0      |
| Frédéric Waseige | Belgique    | Milieu de terrain | 11/05/1965        | 2000-2001            | 24 (0)            | 0    | 5      | 0      |
| Cédric Weeghmans | Belgique    | ?                 | 18/09/1990        | 2010-2011            | 3 (0)             | 0    | 1      | 0      |
| Daan Weeghmans   | Belgique    | ?                 | 22/10/1993        | 2011-2013            | 2 (0)             | 0    | 0      | 0      |
| Tom Weerts       | Belgique    | ?                 | 16/08/1986        | 2003-2010            | 145 (0)           | 0    | 25     | 4      |
| Christian Werner | Allemagne   | Milieu de terrain | 17/05/1958        | 1981-1982            | 11 (11)           | 4    | 0      | 0      |
| Ivo Wetzels      | Belgique    | ?                 | 28/03/1960        | 1984-1985            | 0 (0)             | 0    | 0      | 0      |
| Jan Wetzels      | Pays-Bas    | ?                 | 11/03/1953        | 1975-1980            | 0 (0)             | 0    | 0      | 0      |
| Joseph Willems   | Belgique    | ?                 | 19/08/1961        | 1979-1980            | 0 (0)             | 0    | 0      | 0      |
| Eddy Wilmans     | Belgique    | ?                 | ?                 | 1975-1976            | 0 (0)             | 0    | 0      | 0      |
| Éric Winand      | Belgique    | ?                 | 7/05/1967         | 1985-1986            | 0 (0)             | 0    | 0      | 0      |
| Koen Wins        | Belgique    | Gardien de but    | 26/03/1978        | 1996-1999            | 83 (0)            | 0    | 2      | 0      |
| Henk Witjens     | Pays-Bas    | ?                 | 4/01/1956         | 1976-1985            | 0 (0)             | 0    | 0      | 0      |

## Y
| Joueur          | Nationalité | Position | Date de naissance | Période(s) | Matches (dont D1) | Buts | Jaunes | Rouges |
| --------------- | ----------- | -------- | ----------------- | ---------- | ----------------- | ---- | ------ | ------ |
| Erdinc Yildirim | Belgique    | ?        | 13/09/1992        | 2012-2013  | 1 (0)             | 0    | 0      | 0      |

## Z
| Joueur        | Nationalité | Position | Date de naissance | Période(s) | Matches (dont D1) | Buts | Jaunes | Rouges |
| ------------- | ----------- | -------- | ----------------- | ---------- | ----------------- | ---- | ------ | ------ |
| Joseph Zappia | Belgique    | ?        | 24/01/1980        | 2010       | 2 (0)             | 0    | 1      | 0      |

### Sources
- (nl) « Liste des joueurs du club », sur Belgian Soccer Database (KSV Cercle Tongres)
- (nl) « Liste des joueurs du club », sur Belgian Soccer Database (KSK Tongres)